# Engelsbrücke
Die Engelsbrücke (lateinisch Pons Aelius, italienisch Ponte Sant’Angelo) ist eine über den Tiber in Rom führende Brücke. Die Brücke ist heute eine reine Fußgängerbrücke. Gegenüber befindet sich die Torre dei da Ponte.

## Name
Der antike Name der Brücke (Pons Aelius) ist zwar im gelehrten (vor allem lateinischen) Schrifttum nie ganz außer Gebrauch gekommen, volkstümlich ist aber schon seit dem Mittelalter die Benennung als Engelsbrücke, weil sie direkt auf die Engelsburg zuführt.

## Engelsstatuen
Die Engelsstatuen auf ihr sind nicht Grund, sondern Folge der Benennung. Die zehn prachtvollen Engel im Barockstil wurden von Gian Lorenzo Bernini und seinen Schülern geschaffen, dessen Werke das römische Stadtbild bis heute entscheidend mitprägen. Die Engel tragen alle Symbole, die mit der Passionsgeschichte verbunden sind, u. a. das Kreuz, die Dornenkrone und die Lanze. Zwei der Statuen auf der Brücke sind allerdings nur Kopien. Die von Bernini stammenden Originale stehen heute in der Kirche Sant’Andrea delle Fratte. Am Eingang der Brücke sind zudem Statuen der Apostel Paulus und Petrus aus der Mitte des 16. Jahrhunderts zu sehen.

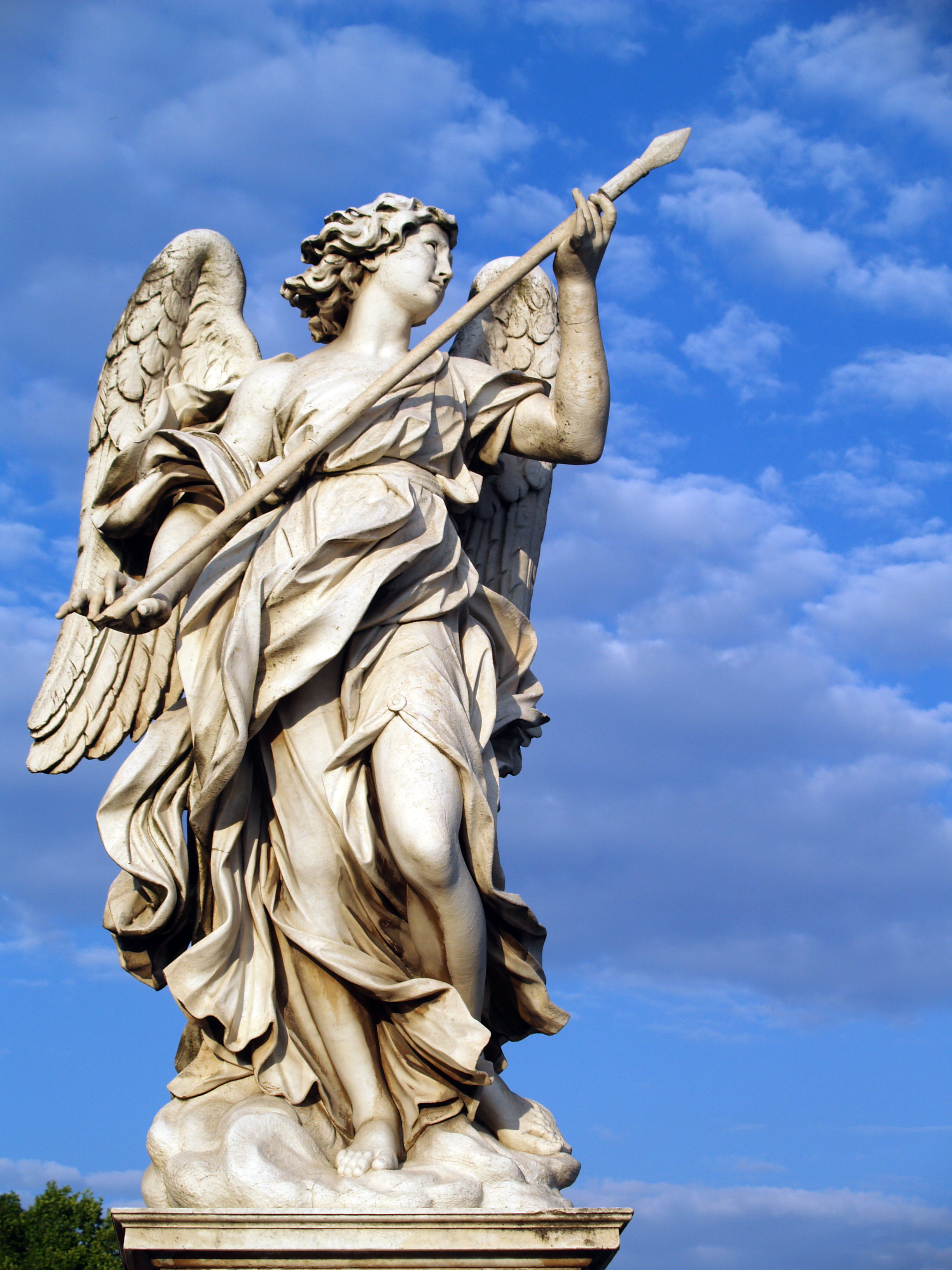
Engel mit der Lanze
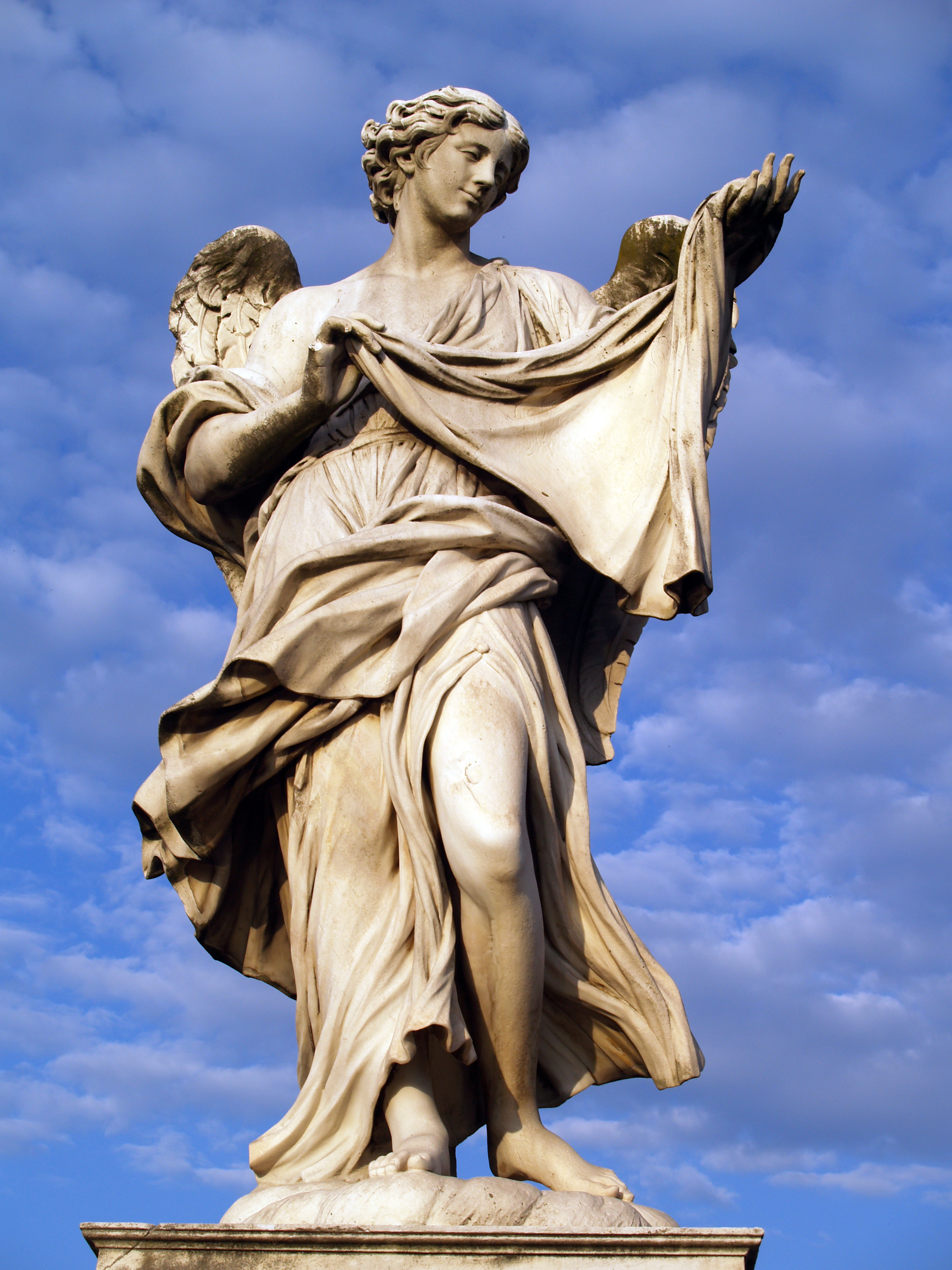
Engel mit dem Schweißtuch
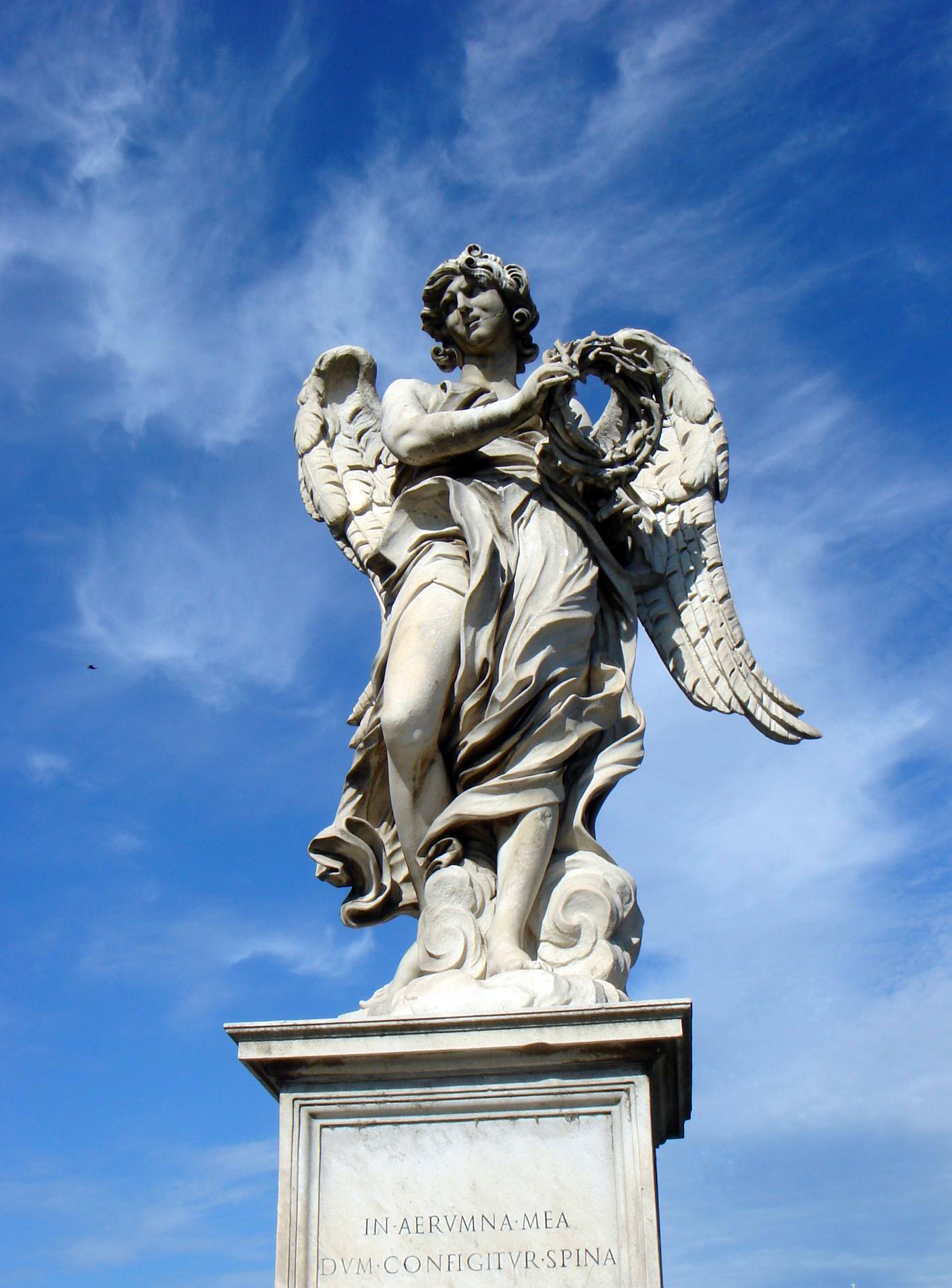
Engel mit der Dornenkrone
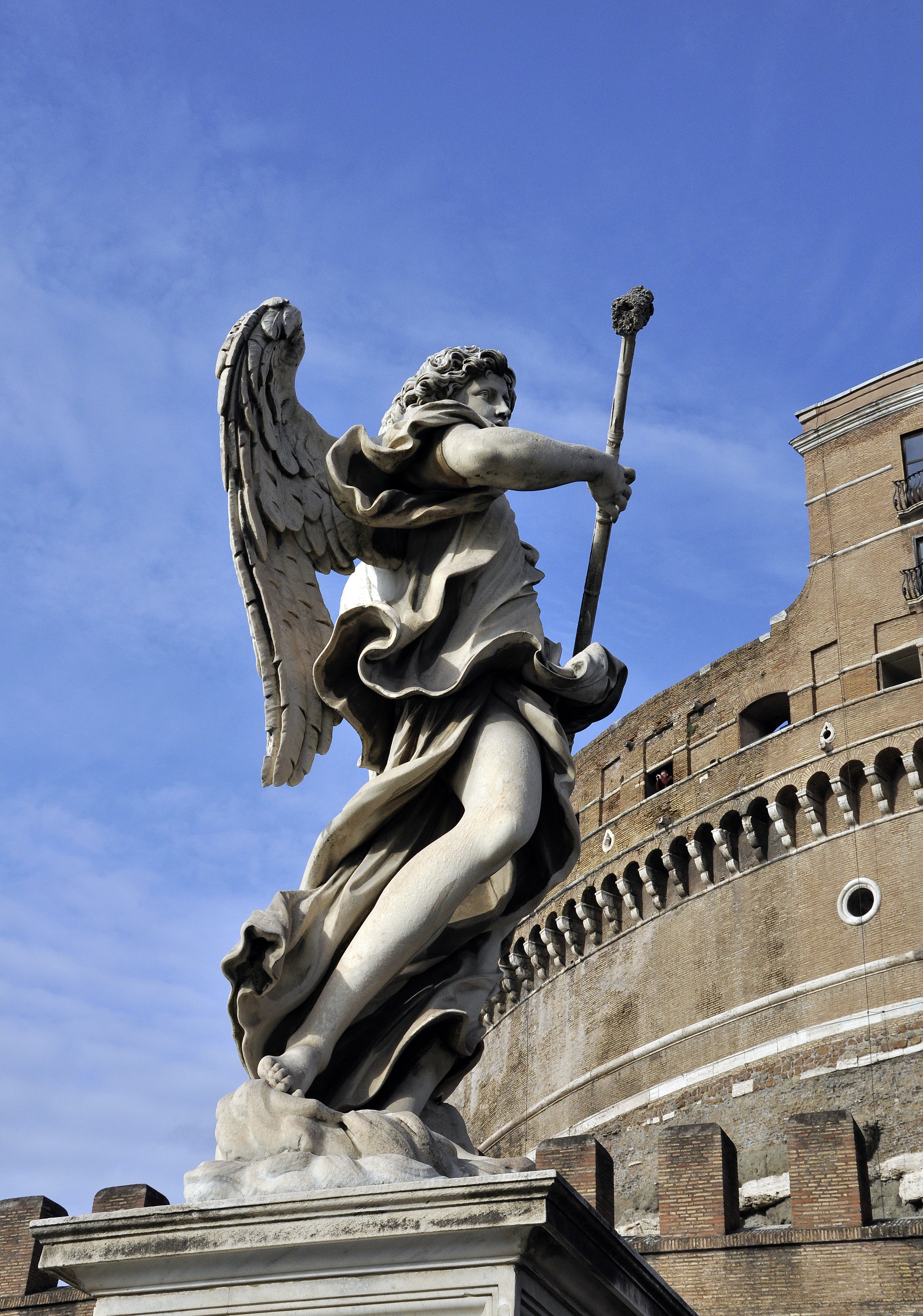
Engel mit Schwamm
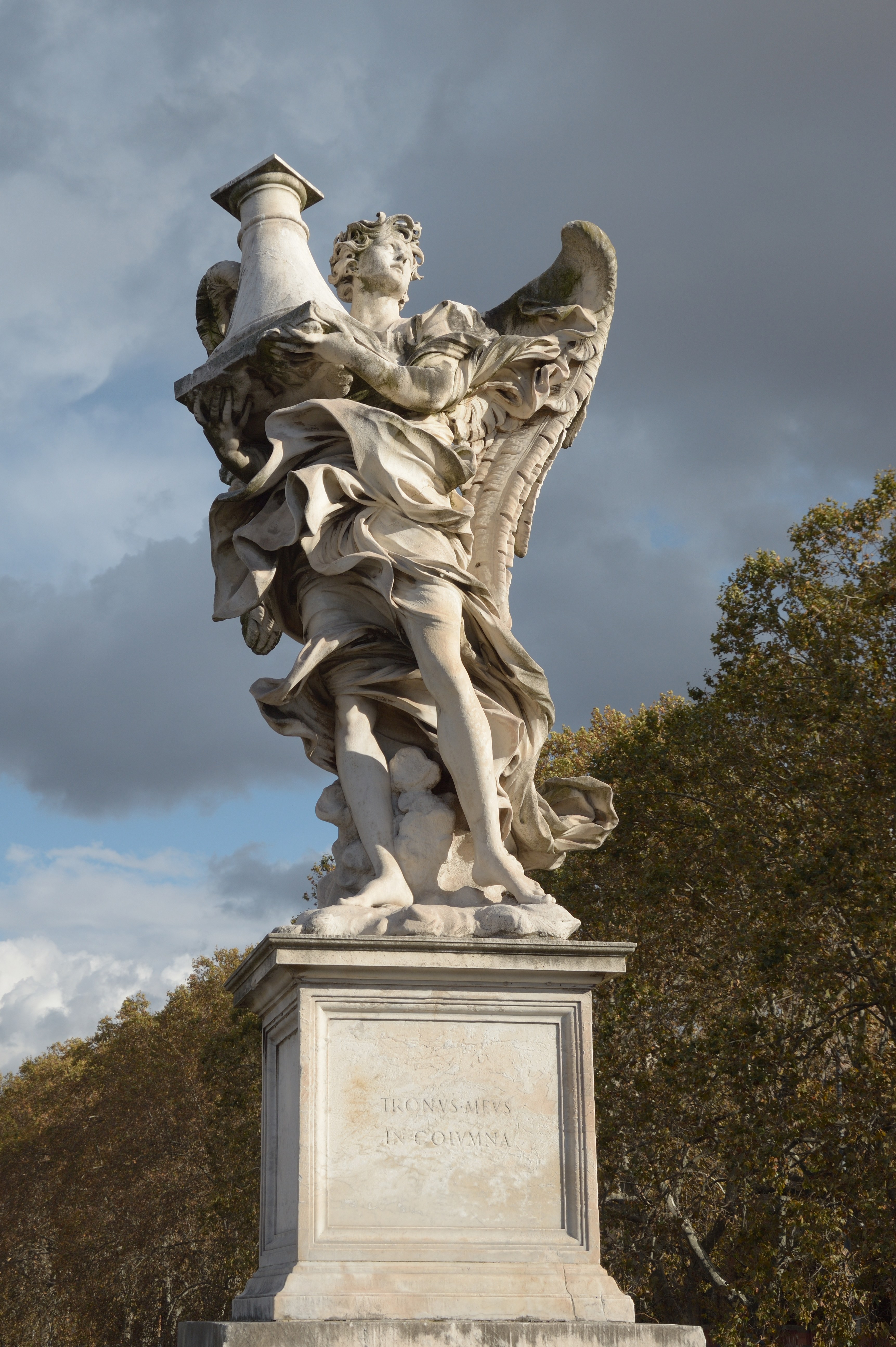
Engel mit Säule
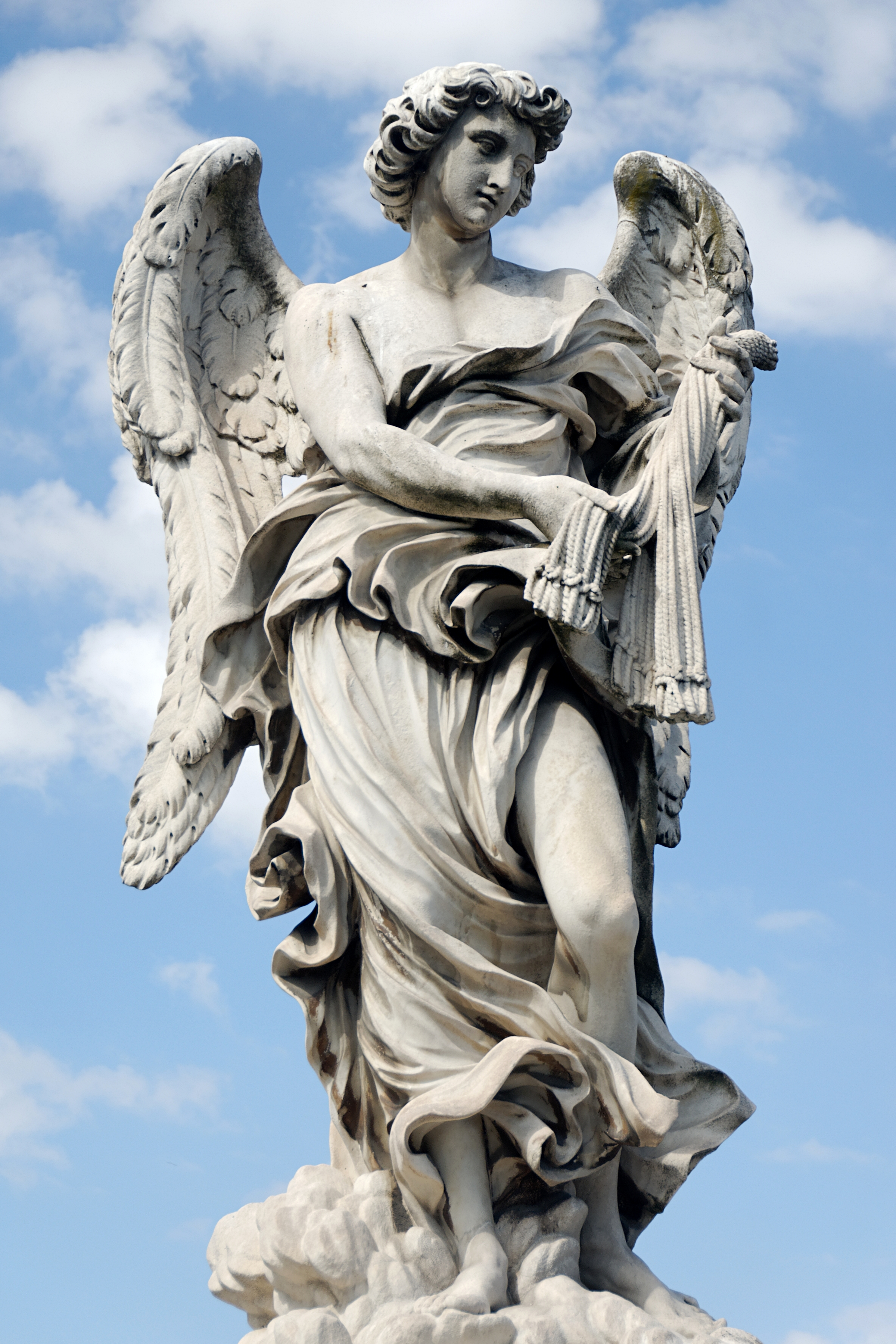
Engel mit Peitsche
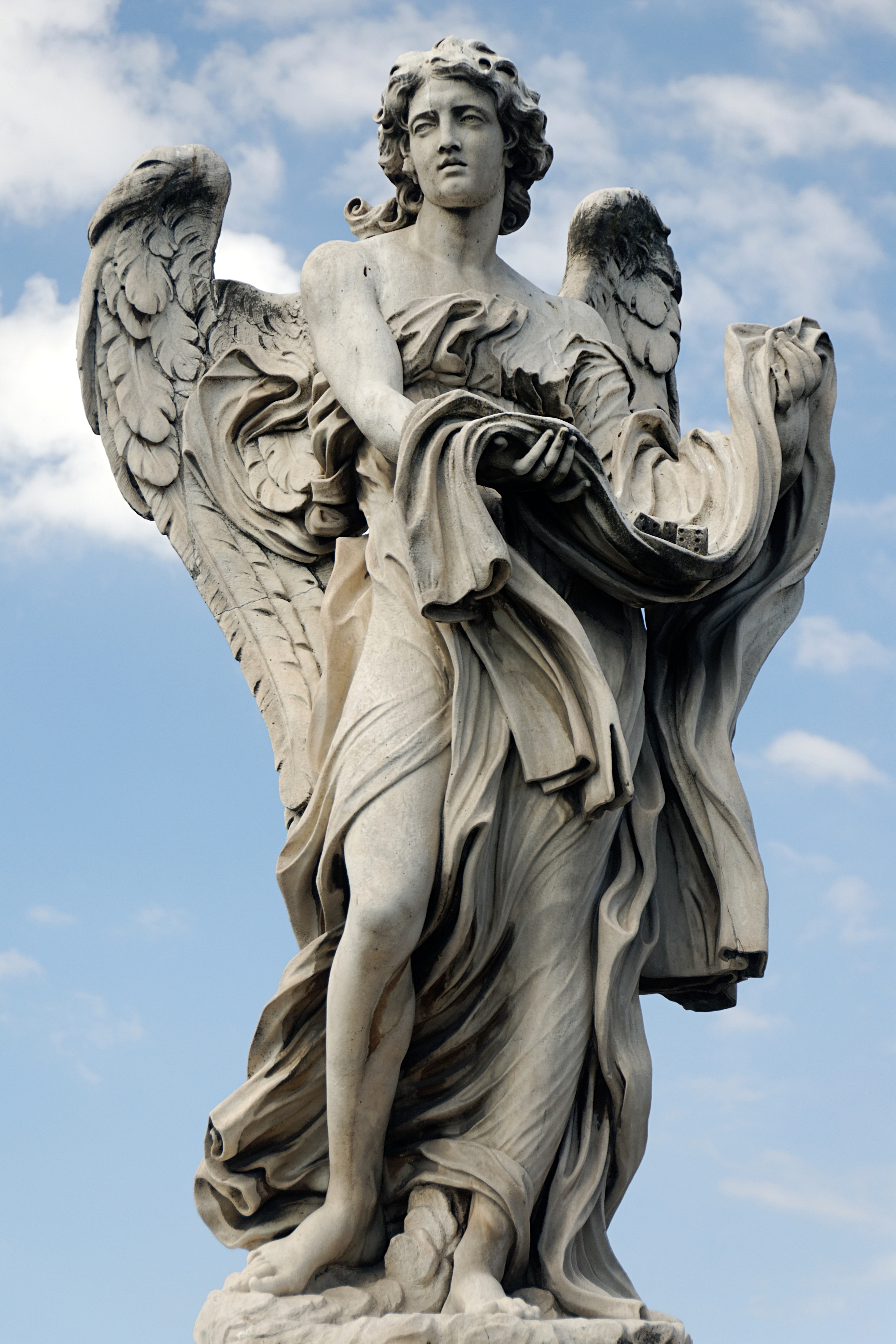
Engel mit Würfel
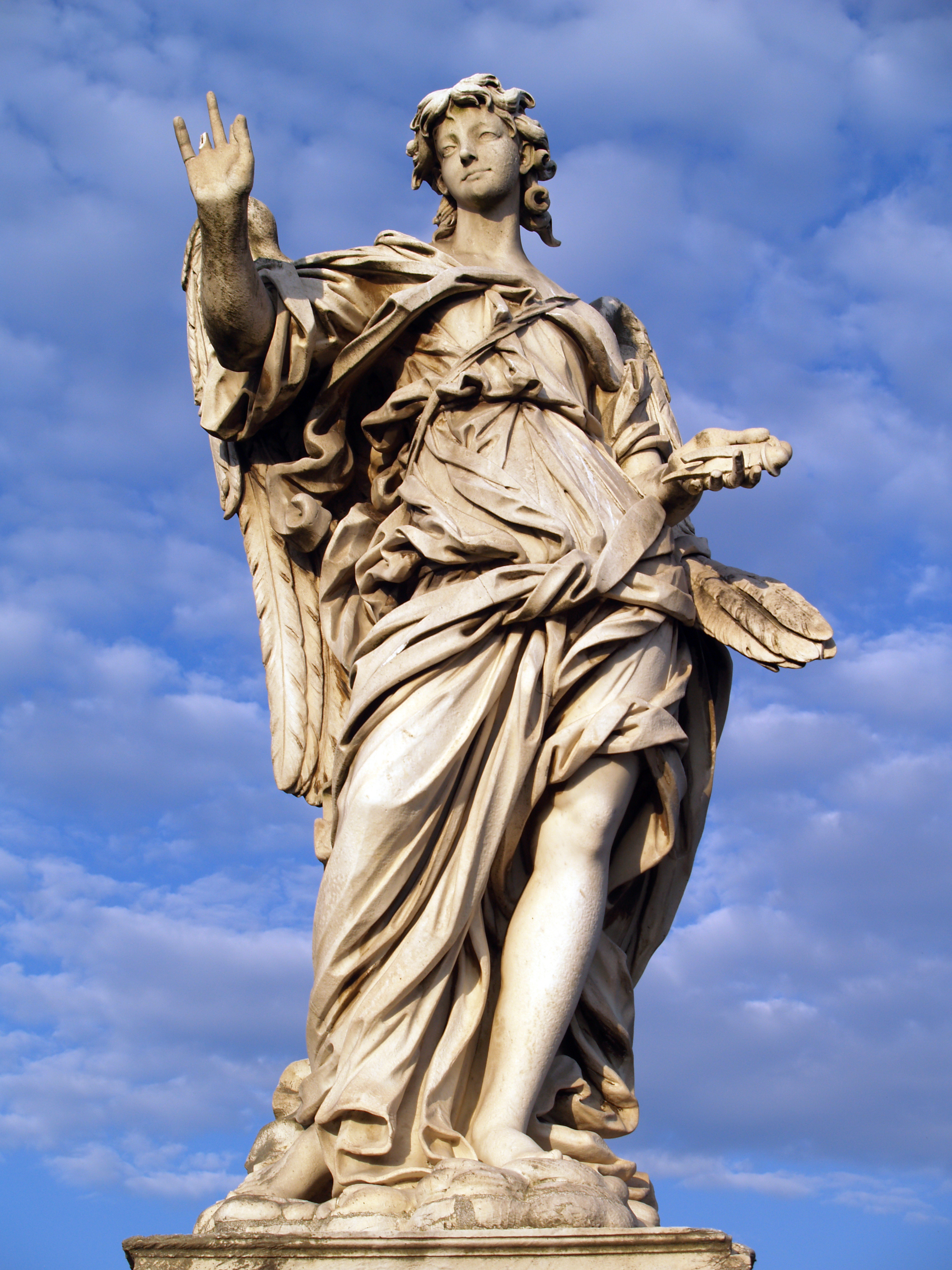
Engel mit Nägeln
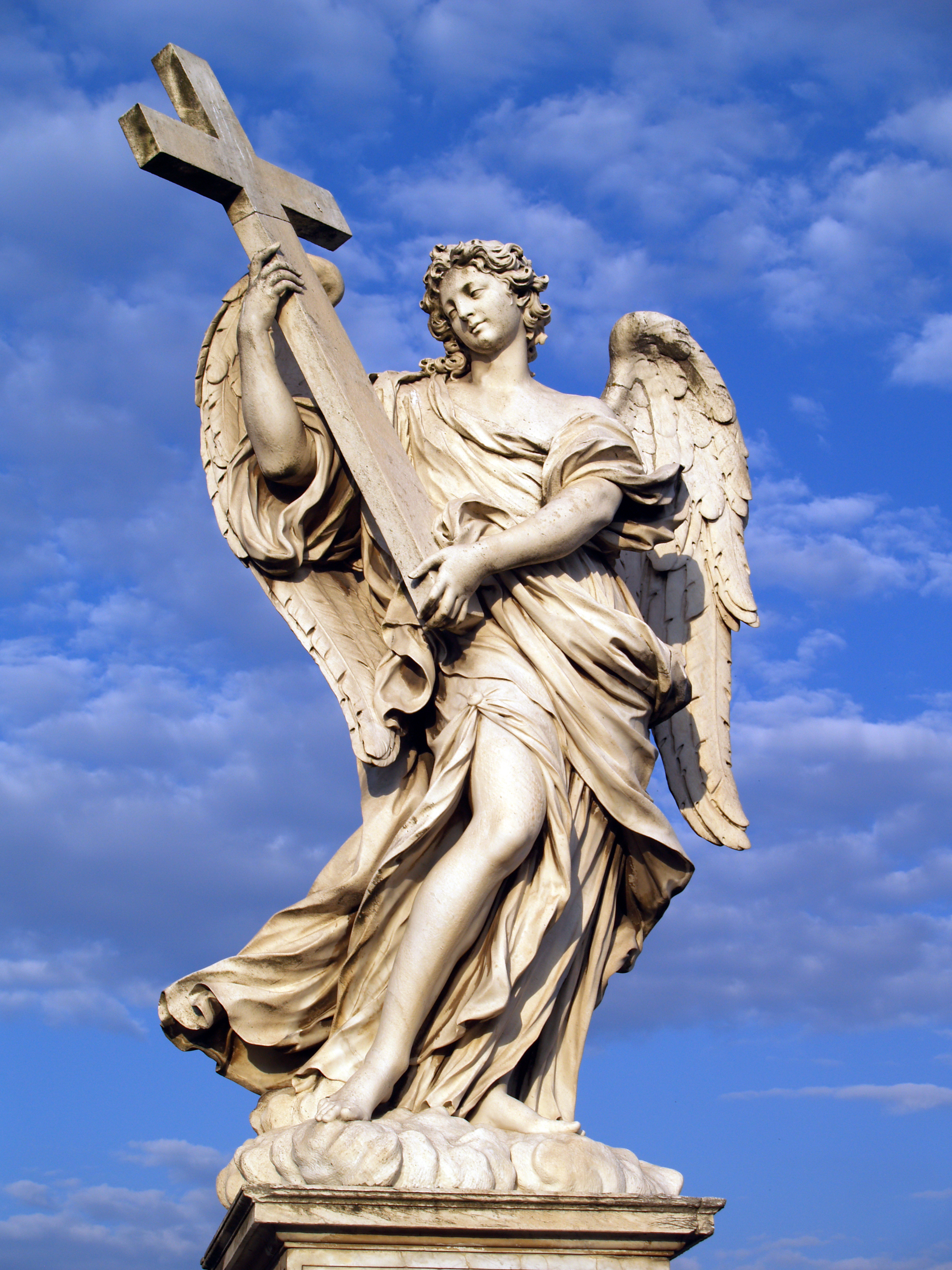
Engel mit Kreuz
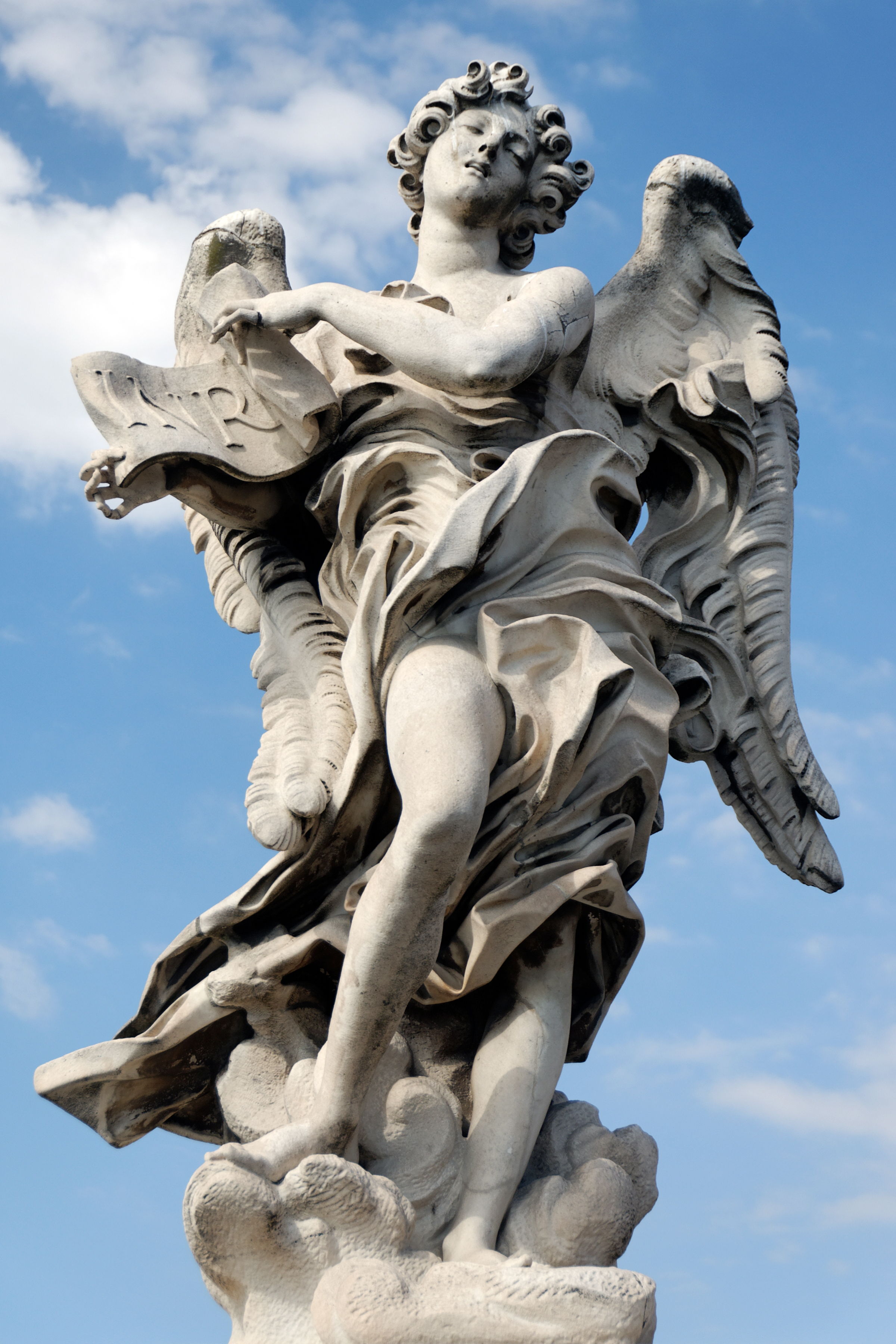
Engel mit Inschrift

## Geschichte
Ursprünglich wurde die Brücke, die in der Antike als die schönste der Welt galt, auf Geheiß von Kaiser Hadrian gebaut. Er wollte mit ihr das Marsfeld direkt mit seinem Mausoleum verbinden lassen. Die Einweihung der ehemals Pons Aelius (nach Publius Aelius Hadrianus) benannten Tiberbrücke fand im Jahre 134 n. Chr. statt.
Ursprünglich bestand die Brücke aus drei geschwungenen Bögen; im 17. Jahrhundert wurden an den Brückenköpfen zwei kleinere Bögen ergänzt. 1669 gab Papst Clemens IX. Bernini den Auftrag zur Erneuerung des Oberbaus der Brücke und zur Aufstellung der Skulpturen.
Die Engelsbrücke stellte eine der Hauptbrücken Roms dar. Gerade in den so genannten Heiligen Jahren kamen sehr viele Pilger nach Rom, um sich die versprochenen Ablässe ihrer Sünden zu sichern. Die engen Tiberbrücken stellten dann wahre Nadelöhre dar. Das Gedränge der Pilger über die Engelsbrücke mitten durch die Stände von Krämern, Gauklern und Handwerkern wird von zahlreichen Chronisten in den farbenprächtigsten Metaphern geschildert. Am frühen Abend des 19. September 1450 kam es durch das Scheuen einiger Pferde und Maultiere, durch das unaufhörliche Nachrücken der Menschenmassen und die Rücksichtslosigkeit einer Reihe von Händlern zu insgesamt 172 Toten. Papst Nikolaus V. ließ daraufhin alle Stände und Buden von der Engelsbrücke beseitigen und befahl, dass ein ungehinderter Durchgang gewährleistet sein müsse. Der Vorfall war auch Auslöser für den Bau des Ponte Sisto.
Aufgrund der zentralen Lage der Brücke befand sich hier eine Hinrichtungsstätte. Außerdem wurden auch nicht selten die Köpfe oder andere Gliedmaßen von Verbrechern oder berüchtigten Gegnern der Päpste zur Abschreckung aufgestellt. So wurde etwa am 24. Dezember des Jahres 1585 der Kopf des Räuberhauptmannes Giovanni Valente an der Ponte Sant’Angelo für alle gut sichtbar aufgestellt. Unter Papst Sixtus V. seien der Legende nach gar mehr Banditenköpfe zu sehen gewesen als Melonen auf dem Markt. Auf der Engelsbrücke stand die Guillotine des Scharfrichters Giovanni Battista Bugatti, die im Februar 1810 erstmals zum Einsatz kam.